# Sida macropoda
Sida macropoda är en malvaväxtart som beskrevs av Ferdinand von Mueller och George Bentham. Sida macropoda ingår i släktet sammetsmalvor, och familjen malvaväxter. Inga underarter finns listade i Catalogue of Life.